# Maserati Karif
De Maserati Karif is een luxe coupé van de Italiaanse autofabrikant Maserati die tussen 1988 en 1991 geproduceerd werd.
De Karif was ontworpen om zowel luxueus als sportief en wendbaar te zijn. Bij zijn onthulling werd aangekondigd dat de wagen in een zeer beperkte oplage van 250 exemplaren verkrijgbaar zou zijn, maar uiteindelijk werden er slechts 221 exemplaren gebouwd.
Naar analogie met eerdere Maserati tweezitter GT's werd de wagen vernoemd naar een wind: de karif is een zomerse wind die zuidwestelijk over de Golf van Aden blaast.
De Karif staat op hetzelfde verkorte chassis als de Maserati Spyder maar had een vast coupé-dak. De wagen maakte gebruik van de Maserati Biturbo 2,8L V6-motor met een vermogen van 285 pk, goed voor een topsnelheid van meer dan 255 km/u.